# Laura Davies

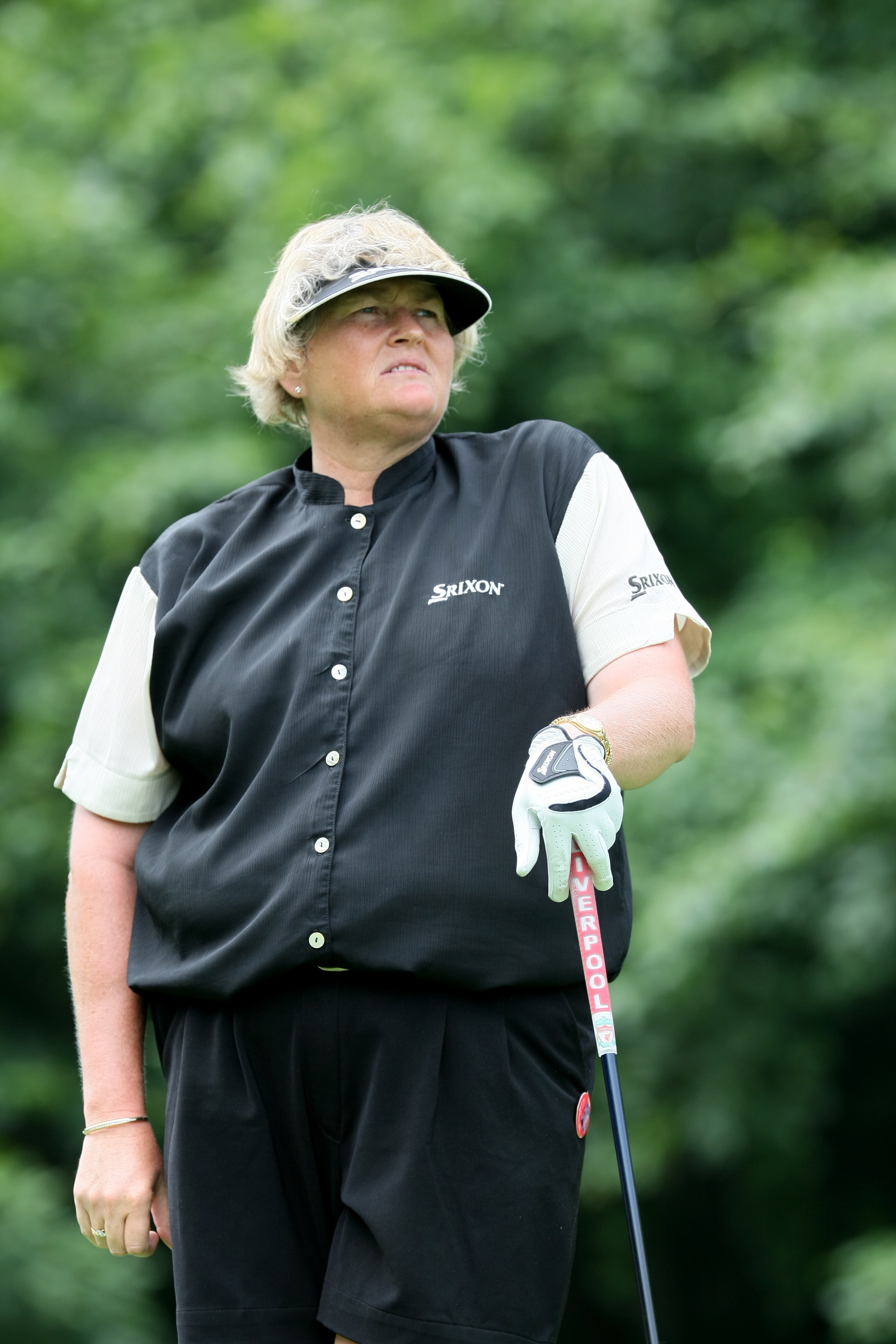
Laura Davies.

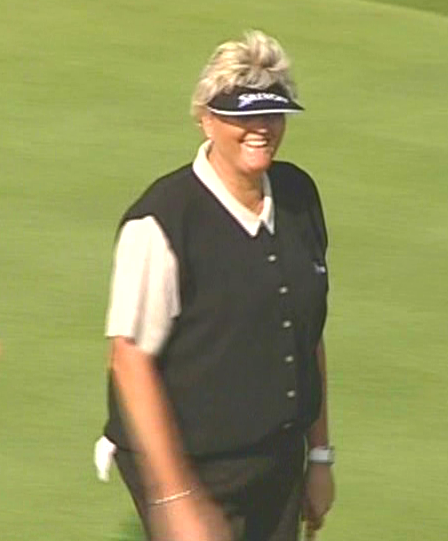
Laura Davies

Laura Davies, född 5 oktober 1963 i Coventry i England, är en professionell golfspelare. Hon anses av många vara den mest kompletta engelska golfspelaren i modern tid. Hon är medlem både på den amerikanska LPGA-touren och Ladies European Tour.
Davies är en naturbegåvning och tog aldrig några golflektioner innan hon började att tävlingsspela. Tack vare sin kraftfulla fysik var hon länge den mest långtslående av alla damgolfare i världen och hon slog ofta lika långt som många av herrspelarna.
1984 deltog Davies i det brittiska Curtis Cup-laget. Hon blev professionell på Ladies European Tour 1985 och utsågs det året till årets nykomling. Hon blev medlem på LPGA-touren 1988.
Vid slutet av 2005 hade Davies vunnit 20 tävlingar på LPGA-touren. Hon vann penningligan 1994 och de följande två åren slutade hon på andra plats. På Ladies European Tour hade hon vid slutet av 2005 vunnit 26 tävlingar och hon vann penningligan där 1985, 1986, 1992, 1996, 1999 och 2004.
Davies är den enda spelaren som mellan 1990 och 2005 har deltagit i samtliga upplagor av Solheim Cup.
Hon har erkänts för sina insatser av den engelska drottningen, som utsåg henne till officer i Brittiska Imperieorden (OBE) 1988 och befordrade henne till kommendör av 2 klass (CBE) i samma orden 2000.

## Meriter

### Majorsegrar
- 1987 US Womens Open
- 1994 LPGA Championship
- 1996 LPGA Championship, du Maurier Classic

### Segrar på LPGA-touren
- 1988 Circle K LPGA Tucson Open, Jamie Farr Toledo Classic
- 1989 Lady Keystone Open
- 1991 Inamori Classic
- 1993 McDonald's Championship
- 1994 Standard Register PING, Sara Lee Classic
- 1995 Standard Register PING, Chick-fil-A Charity Championship
- 1996 Standard Register PING, Star Bank LPGA Classic
- 1997 Standard Register PING
- 1998 PageNet Tour Championship
- 2000 Los Angeles Women's Championship, Philips Invitational Honoring Harvey Penick
- 2001 Wegmans Rochester International

### Segrar på Ladies European Tour
- 1991 Valextra Classic
- 1992 The European Ladies Open, The Ladies' English Open, BMW Italian Ladies' Open
- 1993 Waterford Dairies English Open
- 1994 Irish Open, Skoda Scottish
- 1995 Evian Masters, Guardian Irish Open, Woodpecker Womens' Welsh Open, Wilkinson Sword English Open
- 1996 Evian Masters, Wilkinson Sword English Open, Italian Open Di Sicilia
- 1997 Ford-Stimorol Danish Open, Hennessy Cup
- 1998 Chrysler Open
- 1999 Chrysler Open, Mcdonald'S WPGA Championship, Compaq Open, Praia D'El Rey European Cup
- 2000 TSN Ladies World Cup Golf Ind.
- 2001 WPGA International Matchplay
- 2002 P4 Norwegian Masters
- 2003 ANZ Ladies Masters
- 2004 AAMI Women'S Australian Open

### Övriga segrar
- 1983 English Intermediate Championship, South Eastern Championship
- 1984 Welsh Open Stroke Play Championship, South Eastern Championship
- 1996 JCPenney/LPGA Skins Game
- 1998 JCPenney/LPGA Skins Game
- 1999 JC Penney Classic (med John Daly)

### Utmärkelser
- 1985 Rookie of the Year på Ladies European Tour
- 1996 Rolex Player of the Year på LPGA-touren